# Grand Prix moto d'Espagne 1998
Le  Grand Prix moto d'Espagne 1998 est la troisième manche du championnat du monde de vitesse moto 1998. La compétition s'est déroulée entre le 1er au 3 mai 1998 sur le circuit permanent de Jerez.
C'est la 44e édition du Grand Prix moto d'Espagne.

## Classement final 500 cm3
| Pos  | Pilote              | Constructeur | Temps/Écart     | Points |
| ---- | ------------------- | ------------ | --------------- | ------ |
| 1    | Alex Criville       | Honda        | 47 min 21 s 522 | 25     |
| 2    | Mickael Doohan      | Honda        | +0 s 393        | 20     |
| 3    | Max Biaggi          | Honda        | +0 s 870        | 16     |
| 4    | Carlos Checa        | Honda        | +2 s 368        | 13     |
| 5    | Alex Barros         | Honda        | +13 s 311       | 11     |
| 6    | Norifumi Abe        | Yamaha       | +13 s 933       | 10     |
| 7    | Tadayuki Okada      | Honda        | +14 s 477       | 9      |
| 8    | Nobuatsu Aoki       | Suzuki       | +24 s 127       | 8      |
| 9    | Kenny Roberts Jr    | Modenas      | +26 s 700       | 7      |
| 10   | Ralf Waldmann       | Modenas      | +29 s 597       | 6      |
| 11   | John Kocinski       | Honda        | +31 s 561       | 5      |
| 12   | Sete Gibernau       | Honda        | +36 s 141       | 4      |
| 13   | Simon Crafar        | Yamaha       | +41 s 486       | 3      |
| 14   | Régis Laconi        | Yamaha       | +54 s 947       | 2      |
| 15   | Garry McCoy         | Honda        | +55 s 158       | 1      |
| 16   | Kyoji Namba         | Yamaha       | +1 min 01 s 172 |        |
| 17   | Sébastien Gimbert   | Honda        | +1 min 05 s 910 |        |
| 18   | Jurgen vd Goorbergh | Honda        | +1 min 10 s 801 |        |
| 19   | Yukio Kagayama      | Suzuki       | +1 min 32 s 385 |        |
| 20   | Matt Wait           | Honda        | +1 min 33 s 597 |        |
| 21   | Scott Smart         | Honda        | +1 tour         |        |
| 22   | Filisberto Texeira  | Honda        | +1 tour         |        |
| Abd. | Juan Borja          | Honda        | Abandon         |        |
| Abd. | Fabio Carpani       | Honda        | Abandon         |        |

## Classement final 250 cm3
| Pos  | Pilote              | Constructeur | Temps/Écart     | Points |
| ---- | ------------------- | ------------ | --------------- | ------ |
| 1    | Loris Capirossi     | Aprilia      | 46 min 00 s 131 | 25     |
| 2    | Valentino Rossi     | Aprilia      | +3 s 415        | 20     |
| 3    | Olivier Jacque      | Honda        | +7 s 576        | 16     |
| 4    | Tohru Ukawa         | Honda        | +8 s 186        | 13     |
| 5    | Marcellino Lucchi   | Aprilia      | +14 s 337       | 11     |
| 6    | Haruchika Aoki      | Honda        | +24 s 939       | 10     |
| 7    | Stefano Perugini    | Honda        | +28 s 435       | 9      |
| 8    | Takeshi Tsujimura   | Yamaha       | +31 s 492       | 8      |
| 9    | Luis d'Antin        | Yamaha       | +45 s 003       | 7      |
| 10   | Osamu Miyazaki      | Yamaha       | +45 s 558       | 6      |
| 11   | Luca Boscoscuro     | TSR-Honda    | +46 s 999       | 5      |
| 12   | Franco Battaini     | Yamaha       | +49 s 032       | 4      |
| 13   | Roberto Rolfo       | TSR-Honda    | +1 min 04 s 043 | 3      |
| 14   | Noriyasu Numata     | Suzuki       | +1 min 07 s 866 | 2      |
| 15   | William Costes      | Honda        | +1 min 37 s 376 | 1      |
| 16   | Yasumasa Hatakeyama | Honda        | +1 tour         |        |
| 17   | Ismael Bonilla      | Honda        | +1 tour         |        |
| 18   | Federico Gartner    | Aprilia      | +1 tour         |        |
| Abd. | Agustin Escobar     | Honda        | Abandon         |        |
| Abd. | Davide Bulega       | Honda        | Abandon         |        |
| Abd. | Jeremy McWilliams   | TSR-Honda    | Accident        |        |
| Abd. | Jason Vincent       | TSR-Honda    | Accident        |        |
| Abd. | Johan Stigefelt     | Suzuki       | Accident        |        |
| Abd. | Eustaquio Gavira    | Honda        | Abandon         |        |
| Abd. | Sebastian Porto     | Aprilia      | Abandon         |        |
| Abd. | Jürgen Fuchs        | Aprilia      | Abandon         |        |
| Abd. | José Luis Cardoso   | Yamaha       | Abandon         |        |
| DSQ. | Tetsuya Harada      | Aprilia      | Drapeau noir    |        |

## Classement final 125 cm3
| Pos  | Pilote             | Constructeur | Temps/Écart     | Points |
| ---- | ------------------ | ------------ | --------------- | ------ |
| 1    | Kazuto Sakata      | Aprilia      | 42 min 19 s 751 | 25     |
| 2    | Tomomi Manako      | Honda        | +2 s 101        | 20     |
| 3    | Mirko Giansanti    | Honda        | +2 s 229        | 16     |
| 4    | Masao Azuma        | Honda        | +2 s 731        | 13     |
| 5    | Noboru Ueda        | Honda        | +8 s 516        | 11     |
| 6    | Jaroslav Huleš     | Honda        | +17 s 476       | 10     |
| 7    | Youichi Ui         | Yamaha       | +28 s 751       | 9      |
| 8    | Gianluigi Scalvini | Honda        | +28 s 950       | 8      |
| 9    | Gino Borsoi        | Aprilia      | +29 s 204       | 7      |
| 10   | Marco Melandri     | Honda        | +29 s 237       | 6      |
| 11   | Frédéric Petit     | Honda        | +35 s 679       | 5      |
| 12   | Masaki Tokudome    | Aprilia      | +42 s 314       | 4      |
| 13   | Angel Nieto Jr     | Aprilia      | +42 s 872       | 3      |
| 14   | Arnaud Vincent     | Honda        | +49 s 952       | 2      |
| 15   | Fonsi Nieto        | Aprilia      | +52 s 822       | 1      |
| 16   | Steve Jenkner      | Aprilia      | +53 s 236       |        |
| 17   | José Ramirez       | Aprilia      | +53 s 534       |        |
| 18   | Paolo Tessari      | Aprilia      | +1 min 13 s 081 |        |
| 19   | Jeronimo Vidal     | Aprilia      | +1 min 14 s 135 |        |
| Abd. | Yoshiaki Katoh     | Yamaha       | Accident        |        |
| Abd. | Roberto Locatelli  | Honda        | Accident        |        |
| Abd. | Christian Manna    | Yamaha       | Abandon         |        |
| Abd. | Ivan Goi           | Aprilia      | Accident        |        |
| Abd. | Alvaro Molina      | Honda        | Abandon         |        |
| Abd. | Emilio Alzamora    | Aprilia      | Accident        |        |
| Abd. | Enrique Maturana   | Yamaha       | Accident        |        |
| Abd. | Andrea Ballerini   | Honda        | Accident        |        |
| Abd. | Lucio Cecchinello  | Honda        | Accident        |        |